# Jöjj, Szentlélek Úristen
A Jöjj, Szentlélek Úristen (latinul Veni Sancte Spiritus) katolikus népének. Pünkösdkor és különböző alkalmakkor (pl. évnyitó) éneklik a Szentlélek segítségül hívásához. A hivatalos katolikus énekeskönyv, a Szent vagy, Uram! 259. számú éneke. Szövege a Kisdy Benedek püspök védnöksége alatt 1651-ben kiadott Cantus Catholici című énekeskönyvből való, dallama Zsasskovszky Ferenc és Endre: Énekkönyv a tanulóifjúság számára című 1859-es kiadványából.
Feldolgozás:
| Szerző       | Mire        | Mű                      |
| ------------ | ----------- | ----------------------- |
| Petres Csaba | két furulya | Tarka madár, 160. kotta |

## Kotta és dallam
| Jöjj, Szentlélek Úristen, áraszd reánk teljesen mennyből fényességedet, mennyből fényességedet! Jöjj el, jöjj el, jöjj el, jöjj el, jöjj, Szentlélek Úristen! | Jöjj el, árvák gyámola, Jöjj el, szívünk orvosa, Oszd ki égi kincsedet, Oszd ki égi kincsedet. Jöjj el… | Jöjj el, lelki vígaszunk, Testi, lelki támaszunk, Érezzük bőségedet, Érezzük bőségedet. Jöjj el…           | Fáradságban nyugalmunk, Hévben hűvös árnyékunk, Sírásunkban örömünk, Sírásunkban örömünk. Jöjj el… |
| Ó dicső nap, híveid Sötétséges szíveit Világítsd be, légy velünk, Világítsd be, légy velünk. Jöjj el…                                                         | Add, Uram, a híveknek, Benned bízó népeknek Hétszeres kegyelmedet, Hétszeres kegyelmedet. Jöjj el…      | Esdve kérünk, ó engedd, Hogy elnyerjük a mennyet, S megláthassuk színedet, Megláthassuk színedet. Jöjj el… | |

## Felvételek
- Jöjj, Szentlélek Úristen - Come, Holy Spirit, Lord. Szvorák Katalin  YouTube (2005. november 29.)  (Hozzáférés: 2016. szeptember 25.) (audió)
- Jöjj, Szentlélek Úristen! Orgona: Fehérvári Gábor, énekel: a templom liturgikus kórusa  YouTube. Kecskemét, Szentháromság piarista plébániatemplom (2014. augusztus 31.)  (Hozzáférés: 2016. szeptember 25.) (audió)